# The Burn
|  | Denne artikel er oprettet af botten PalnaBot ud fra en ekstern database. Den kan derfor have sproglige fejl eller mangler. Denne skabelon kan fjernes efter kontrol af indholdet. |

The Burn er en film instrueret af Søren Martinsen.

## Handling
Hvert år samles titusinder til Burning Man festivalen i Nevadaørkenen, hvor de sammen bygger en midlertidig by, som danner rammen om deltagernes radikale selvudfoldelse, der trodser alle regler fra det almindelige samfund. Festivalen er ukommerciel, og folk skal selv medbringe alt for at overleve i ørkenen i en uge. Festivalen slutter i et orgie af ild, når "manden" en kæmpefigur af et menneske - afbrændes.